# Borgio Verezzi
Borgio Verezzi é uma comuna italiana da região da Ligúria, província de Savona, com cerca de 2.123 habitantes. Estende-se por uma área de 2 km², tendo uma densidade populacional de 1062 hab/km². Faz fronteira com Finale Ligure, Pietra Ligure, Tovo San Giacomo.
Faz parte da rede das Aldeias mais bonitas de Itália.

## Demografia
| Variação demográfica do município entre 1861 e 2011                               |
|                                                                                   |
| Fonte: Istituto Nazionale di Statistica (ISTAT) - Elaboração gráfica da Wikipedia |